# Килман, Кристер
Кристер Чильман (фин. Christer Kihlman; 14 июня 1930, Хельсинки — 8 марта 2021, там же) — финско-шведский писатель

, литературный критик, редактор, левый политик.

## Биография
Родился в высококультурной семье среднего достатка. Изучал литературу и историю в Хельсинкском университете.
С 1951 по 1954 год работал главным редактором журнала Arena. Член Социал-демократической партии Финляндии.
Был активно бисексуален.
Дебютировал в 1951 году.
Романы писателя «Берегись блаженных!» (1960), «The Blue Mother» (1963) и «Dyre prins» (1975), а также сборник эссе «Människan som skalv» (1971) бросил вызов эротическим и политическим табу в Финляндии. Обращаясь к социальной несправедливости с художественной силой и бесстрашно изображая такие проблемы, как гомосексуальность, алкоголизм и семейные трагедии, автор спровоцировал дебаты и расширил понимание субъективной реальности за социальными фасадами общества. Творил в то время, когда гомосексуализм был запрещен финским уголовным законодательством под угрозой тюремного заключения и классифицировался как болезнь. Все прозаические произведения К. Чильмана были опубликованы в Швеции и переведены на финский язык.

## Награды
- 1964 - Государственная премия Финляндии по литературе.
- 1966 - Премия Толландера
- 1970 - Государственная премия Финляндии по литературе.
- 1972 - финская литературная премия Kiitos kirjasta
- 1976 - финская литературная премия Kiitos kirjasta
- 1976 - Премия «Финляндия» Шведской академии
- 1976 - Государственная премия Финляндии по литературе
- 1988 - Премия Толландера
- 2003 - медаль Pro Finlandia